# Badische IV g
Die Dampflokomotiven der Gattung IV g der Großherzoglich Badischen Staatseisenbahn waren Personen- und Schnellzug-Lokomotiven mit einem Vierzylinder-Verbundtriebwerk.

## Geschichte
Die Lokomotiven sollten auf der Strecke zwischen Freiburg im Breisgau und Karlsruhe eingesetzt werden. Von der Lokomotive wurde gefordert, dass sie bei einer Steigung von bis zu 1:240 (4,2 ‰) einen 440-Tonnen-Zug mit 70 km/h befördern konnte. Trotz der negativen Erfahrungen mit der IV f sollte die Lokomotiven für Flachland- und Gebirgsstrecken geeignet sein. 
Die Lokomotiven waren in Karlsruhe stationiert. Im Betriebseinsatz zeigten sie jedoch einen sehr unruhiger Lauf. Um das Zerspringen der Wasserstandgläser zu verhindern, wurden später die Führerhausböden gefedert. Im Vergleich zu den Vorgängerlokomotiven waren sie jedoch leistungsmäßig deutlich schwächer. 1919 wurden die Maschinen als Reparationsleistung an Frankreich abgegeben, wo sie von der ETAT in die Gattung 131 eingereiht wurden. Ein von den Franzosen aufgrund der schlechten Leistung angebotener Rückkauf wurde abgelehnt. Die letzten Lokomotiven waren bis Anfang der 1930er Jahre im Einsatz.

## Konstruktive Merkmale
Die Lokomotiven sollten möglichst leicht konstruiert sein. Der Baustil entsprach weitgehend dem der Lokomotiven von Maffei. Sie verfügten über einen aus mehreren Teilen geschweißten Barrenrahmen und einen Dampftrockner vom Typ Clench mit einer Heizfläche von 43,0 m², welcher allerdings zu diesem Zeitpunkt schon veraltet war, da sich die Heißdampf-Technik bereits durchgesetzt hatte. Auch die Adamsachse war unvorteilhaft, wurde jedoch aufgrund der Gewichtsersparnis statt eines führenden Drehgestelles gewählt. Der dreischüssige Kessel der Lokomotive war mit 2.850 mm über der Schienenoberkante relativ hoch angeordnet. Dampfdom und Sandkasten waren in einer gemeinsamen Verkleidung auf dem vorderen Kesselschuss angebracht. Die Zylinder waren in einer Querebene angeordnet. Der Antrieb erfolgte auf die mittlere Kuppelachse. Die innenliegenden Hochdruckzylinder waren leicht geneigt, während die äußeren Niederdruckzylinder waagerecht eingebaut waren. Zum verbesserten Anfahren besaßen die Loks eine Anfahrvorrichtung Bauart Maffei.
Die Abfederung der Kuppelachsen erfolgte mit unterliegenden Blattfedern. Die vordere Adamsachse war um 80 mm seitenbeweglich und wurde mittels Blattfedern zurückgestellt. Auch die hintere Laufachse war als Adamsachse ausgebildet. Ihre Seitenbeweglichkeit betrug 85 mm. Die Federn der vorderen Laufachse und der ersten Kuppelachse sowie der zweiten und dritten Kuppelachse waren mit Längsausgleichshebeln miteinander verbunden. Die Rauchkammertür war stark kegelig ausgebildet, und Kessel und Zylinderblöcke besaßen eine Glanzblechverkleidung.
Die Lokomotiven waren mit Schlepptendern der Bauart 2'2' T 15 ausgestattet.